# Sanni Grahn-Laasonen

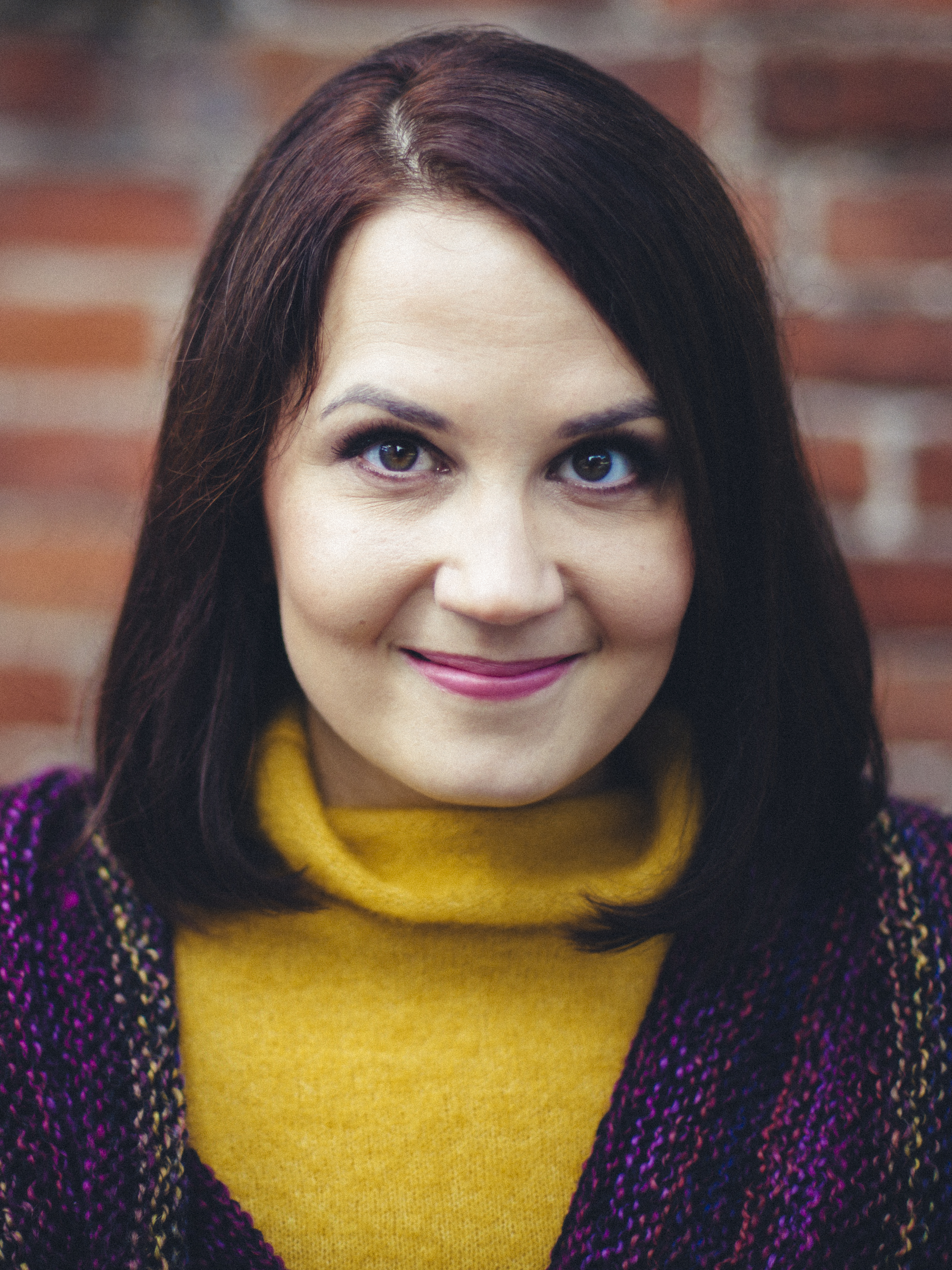
Sanni Grahn-Laasonen (2017)

Sanni Kaisa Grahn-Laasonen (* 4. Mai 1983 in Forssa) ist eine finnische Politikerin der konservativen Nationalen Sammlungspartei
Vor ihrer politischen Karriere arbeitete sie als Journalistin bei der finnischen Zeitung Iltalehti. Sie ist seit dem 20. April 2011 Abgeordnete des finnischen Parlaments. Im Kabinett Stubb war sie von 2014 bis 2015 Umweltministerin. Vom 29. Mai 2015 bis zum 6. Juni 2019 war sie Ministerin für Bildung im Kabinett Sipilä. Seit dem 20. Juni 2023 ist sie Ministerin für Familie und soziale Dienste im Kabinett Orpo.